# Списак епизода серије Моћне девојчице
Моћне девојчице је америчка анимирана телевизијска серија творца Крејга Макракена за Cartoon Network. Серија је почела 1992. године као студентски филм Whoopass Stew, творца Макракена док је студирао на Калифонијском институту уметности. Два додатна кратка филма, „Meat Fuzzy Lumpkins” и „Crime 101”, касније су приказани на World Premiere Toons-у Cartoon Network-а. Званична премијера серије била је 18. новембра 1998. године, трајавши укупно 6 сезона и 78 епизода. Божићни специјал и специјал поводом 10. годишњице су такође продуцирани. Епизоде серије Моћне девојчице такође имају броја DVD и VHS издања. Мјузикл епизода „See Me, Feel Me, Gnomey” никада није приказана у Сједињеним Државама, али је приказана на YTV-ју у Канади као и у другим земљама и укључена је у комплетној серији на DVD бокс-сету.

## Преглед серије
| Сезона | Сезона    | Епизоде | Епизоде | Оригинално емитовање | Оригинално емитовање |
| Сезона | Сезона    | Епизоде | Епизоде | Премијера            | Финале               |
| ------ | --------- | ------- | ------- | -------------------- | -------------------- |
|        | 1.        | 13      | 13      | 18. новембар 1998.   | 27. мај 1999.        |
|        | 2.        | 13      | 13      | 25. јун 1999.        | 30. јун 2000.        |
|        | 3.        | 13      | 13      | 28. јул 2000.        | 6. април 2001.       |
|        | 4.        | 12      | 12      | 14. април 2001.      | 13. децембар 2002.   |
|        | 5.        | 12      | 12      | 5. септембар 2003.   | 9. април 2004.       |
|        | 6.        | 15      | 15      | 16. април 2004.      | 25. март 2005.       |
|        | Специјали | 3       | 3       | 12. децембар 2003.   | 20. јануар 2014.     |